# Kaventsmann
Kaventsmann bezeichnet umgangssprachlich einen beleibten Mann oder einen großen Gegenstand, in der Seemannssprache auch eine große Welle. Der Ausdruck leitet sich vom Wort Kavent (von lat. cavēre ‚sich in Acht nehmen‘) ab, das in der älteren deutschen Rechtssprache einen Bürgen bezeichnet. Vermutlich wurde der Körperumfang oder auch die Machtfülle der wohlhabenden Bürgen hier bildhaft auf große/mächtige Gegenstände bzw. Personen übertragen.
Nach dem Digitalen Wörterbuch der deutschen Sprache wird als Kaventsmann umgangssprachlich auch „eine Person oder Sache von beeindruckender Größe“ bezeichnet.
Nach einer anderen gängigen Herleitung geht der Begriff auf in Konventen lebende Mönche (Konventsmann) zurück, die man sich ebenfalls als wohlgenährte, dicke Männer vorstellte. Da das Wort aber erst seit dem 19. Jahrhundert belegt ist, ist diese Herleitung eher unwahrscheinlich.